# エル・ドリーム・チーム
エル・ドリーム・チーム（El 'Dream Team'）は、1988年から1996年シーズン途中までのヨハン・クライフ監督が指揮したFCバルセロナの愛称。1992年のバルセロナオリンピックで、マイケル・ジョーダンやラリー・バードなどのNBAスタープレイヤーを擁し、金メダルを獲得したバスケットボール・アメリカ代表の通称「ドリームチーム」に由来する。通常、メディアなどでは、そのままドリームチームと呼ばれることが多い。

## 由来
1980年代末にアリーゴ・サッキによって率いられたACミランがプレッシング戦術を現代サッカーにもたらして以降、カテナチオ戦術に代表される守備的な戦術やチームスタイルが伝統的に好まれてきたイタリアのセリエAの国際的な人気の高まりとともに、1990年代初頭には守備的なサッカーが全盛期を迎えていた。そんな中、同時期にFCバルセロナを率いたヨハン・クライフは、それまでの概念を覆すような攻撃的なフットボールのスタイルを構築して国内外で成功をおさめ、当時のフットボールファンを驚かせた。エル・ドリーム・チームという呼称は、その時代ではほぼ廃れつつあったウイングを起用し、中盤には守備力よりもテクニックや展開力のある選手（ピボーテなど）を配置することで、ボールポゼッションを戦術の中核としながら「魅せること」と「勝つこと」を同時に実現したと評されたクライフのチームのプレーを、バスケットボールのアメリカ代表のプレーになぞらえたものである。
呼び名の始まりは、UEFAチャンピオンズカップ 1991-92の決勝の数日前に、ジョアン・ガスパール（8年後の2000年にFCバルセロナ会長となる人物）がラジオ局カデーナ・セールのマヌエル・オルベロスの取材を受けた際に使用した言葉だとされる。

## 成績
リーガ・エスパニョーラ4連覇など合計10個のタイトルを獲得した。このクライフ監督の10個というタイトル獲得数は、エル・ドリーム・チームの中心選手の一人でもあったジョゼップ・グアルディオラ監督が2011年のスーペルコパ・デ・エスパーニャにおいて11個目のタイトルを獲得するまで、一人の監督によるタイトル獲得数としてはチーム史上最高記録であった。
リーガ・エスパニョーラ：優勝4回
1990-91、1991-92、1992-93、1993-94
コパ・デル・レイ：優勝1回
1989-90
UEFAチャンピオンズカップ：優勝1回
1991-92
UEFAカップウィナーズカップ：優勝1回
1988-89
スーペルコパ・デ・エスパーニャ：優勝3回
1991、1992、1994

## 所属選手

### GK
- アンドニ・スビサレッタ　1986-1994

### DF
- ミゲリ　1973-1989
- ラモン・アレサンコ　1980-1993
- ロナルド・クーマン　1989-1995
- ナンド　1990-1992
- アルベルト・フェレール　1990-1998
- ミゲル・アンヘル・ナダル　1991-1999
- セルジ　1993-2002
- アベラルド　1994-2002
- ゲオルゲ・ポペスク　1995-1997

### MF
- ベルント・シュスター　1980-1988
- チキ・ベギリスタイン　1988-1995
- エウセビオ　1988-1995
- ホセ・マリア・バケーロ　1988-1997
- ギジェルモ・アモール　1988-1998
- ヨン・アンドニ・ゴイコエチェア　1990-1994
- ジョゼップ・グアルディオラ　1990-2001
- ゲオルゲ・ハジ　1994-1996
- ロベルト・プロシネチキ　1995-1996

### FW
- ゲーリー・リネカー　1986-1989
- フリオ・サリナス　1988-1994
- ミカエル・ラウドルップ　1989-1994
- フリスト・ストイチコフ　1990-1995
- ロマーリオ　1993-1995
- ジョルディ・クライフ　1994-1996（※当時はFW登録）